# Mikroregion Jaguariaíva

Mikroregion Jaguariaíva

Mikroregion Jaguariaíva – mikroregion w brazylijskim stanie Parana należący do mezoregionu Centro Oriental Paranaense. Ma powierzchnię 5.653,986 km²

## Gminy
- Arapoti
- Jaguariaíva
- Piraí do Sul
- Sengés